# Мурави
Мурави (пол. Murawy) — село в Польщі, у гміні Пйонтниця Ломжинського повіту Підляського воєводства.
Населення — 310 осіб (2011).
У 1975-1998 роках село належало до Ломжинського воєводства.

## Демографія
Демографічна структура станом на 31 березня 2011 року:
|          | Загалом | Допрацездатний вік | Працездатний вік | Постпрацездатний вік |
| -------- | ------- | ------------------ | ---------------- | -------------------- |
| Чоловіки | 169     | 45                 | 106              | 18                   |
| Жінки    | 141     | 29                 | 81               | 31                   |
| Разом    | 310     | 74                 | 187              | 49                   |